# Phytomyza rufescens
Phytomyza rufescens is een vliegensoort uit de familie van de mineervliegen (Agromyzidae). De wetenschappelijke naam van de soort is voor het eerst geldig gepubliceerd in 1840 door von Roser.